# Max von Müller
Max Ritter von Müller (1 de Janeiro de 1887 – 9 de Janeiro de 1918) foi um piloto alemão durante a Primeira Guerra Mundial. Abateu 36 aeronaves inimigas, o que faz dele um ás da aviação. Foi o piloto bávaro com maior sucesso durante a guerra.